# Balma del Coster Mitger
La Balma del Coster Mitger és un petit jaciment arqueològic situat al terme municipal de Sant Pere de Ribes (Garraf), inclòs a l'Inventari del Patrimoni Arqueològic i Paleontològic de Catalunya.
La balma se situa sobre la riera de Jafre i queda oberta direcció al sud, té 3 metres d'alçada i 7 metres d'amplada aproximadament. Es considera que el jaciment correspondria a un petit taller de sílex, ja que s'hi va trobar fins a 70 fragments d'aquest material i de diferents tipologies: rascadores, osques, gratadors, làmines, ascles, nuclis, etc.
El jaciment va ser descobert l'any 1974 per Xavier Virella i va ser anomenada "Balma dels Arcs". Actualment el jaciment mostra la roca natural i, per tant, ja no hi queda sediment arqueològic. Al revisar la carta arqueològica es va comprovar que probablement petites acumulacions de sediment fora de la balma seria el sediment d'aquesta, el fet de trobar una petita ascla de sílex vermell ho va corroborar. L'any 1984 Josep Miret va publicar un estudi de la balma, on va analitzar mètricament les peces lítiques i determinar les activitats que es podien realitzar al jaciment. Va concloure el seu estudi hipotetitzant que el jaciment seria un assentament de pastors prehistòrics a partir d'un estudi de l'àrea de captació de materials, que indicaven una extensió de 5 km.